# Giuseppe Gallo
Pour les articles homonymes, voir Gallo.

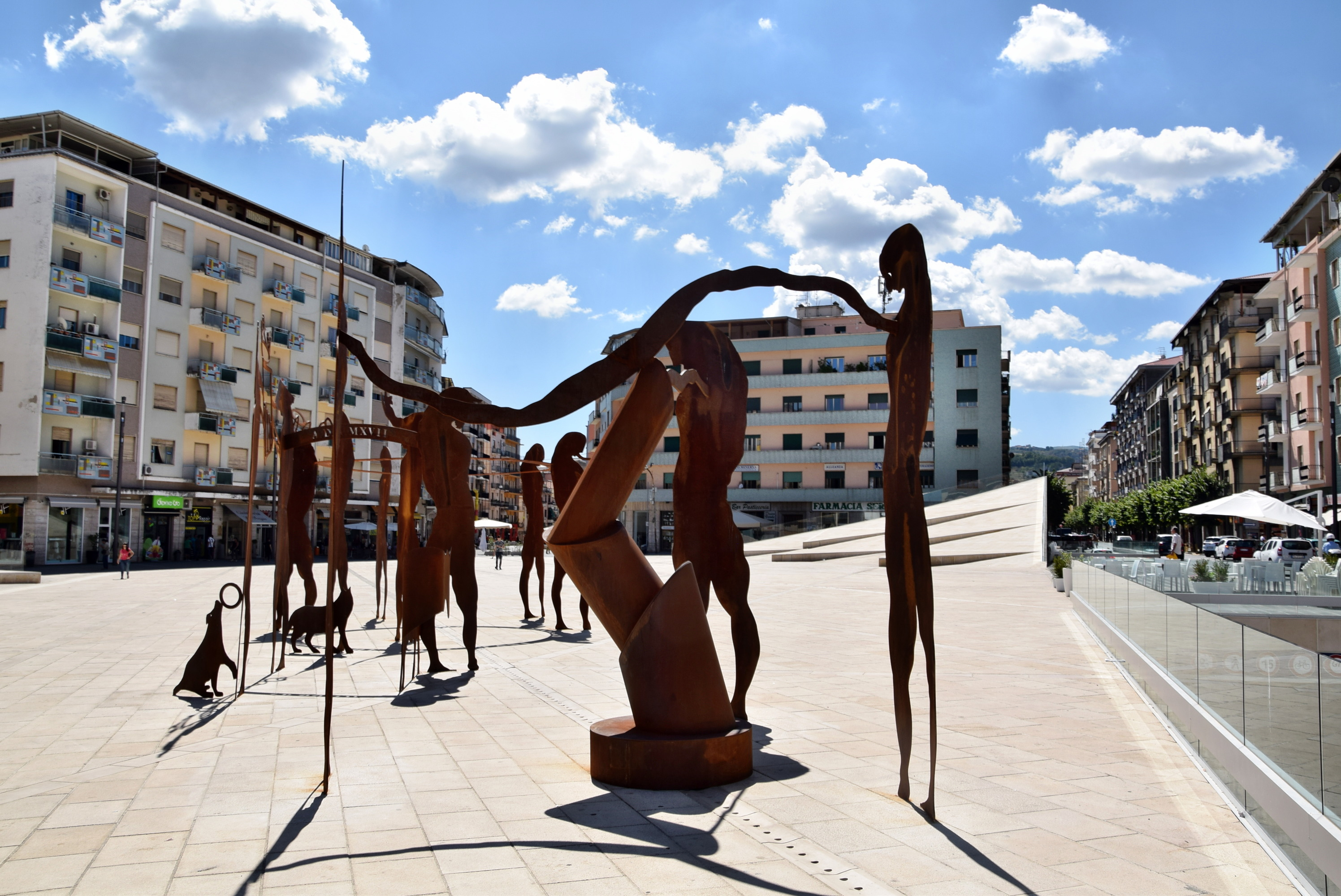
Les Philosophes guerriers, sculptures à Cosenza.

Giuseppe Gallo (né le 16 mars 1954 à Rogliano en Calabre, Italie) est un artiste italien d'art contemporain.

## Biographie
Giuseppe Gallo est un peintre et un sculpteur qui a fait un retour à la peinture figurative libre dans les années 1970. Il utilise notamment dans ses grands formats la technique du all-over.
Il a représenté deux fois l'Italie lors de la biennale de Venise (en collaboration en 1987 et avec une salle individuelle en 1990, lors de la 44e biennale). Il a exposé dans de nombreux musées nationaux italiens dont le MACRO en 2007.
Giuseppe Gallo vit et travaille actuellement à Rome.

## Liste partielle des expositions individuelles
- 1990 : 44e biennale de Venise.
- 1991 : Gian Ferrari Arte Contemporanea de Milan.
- 1996 : Artists' Choice à l'Académie américaine de Rome.
- 1998 : Minimalia au P.S.1. de New York.
- 2007 : Retrospective au Musée d'art contemporain de Rome (MACRO).